# Campeonato Paulista Série A2 1998
In 1998 werd het 52ste editie van het Campeonato Paulista Série A2 gespeeld voor voetbalclubs uit de Braziliaanse staat São Paulo. De competitie werd georganiseerd door de FPF en werd gespeeld van 1 februari tot 5 april. União Barbarense werd kampioen. 
De clubs werden in twee groepen verdeeld (A en B). De clubs uit dezelfde groep speelden twee keer tegen elkaar en één keer tegen de clubs uit de andere groep. 

## Eerste fase
| Plaats | Clu              | Wed. | W  | G  | V  | Saldo | Ptn. | Groep |
| ------ | ---------------- | ---- | -- | -- | -- | ----- | ---- | ----- |
| 1.     | Noroeste         | 22   | 11 | 7  | 4  | 28:21 | 40   | A     |
| 2.     | América          | 22   | 10 | 5  | 7  | 35:28 | 35   | B     |
| 3.     | Ponte Preta      | 22   | 9  | 8  | 5  | 33:27 | 35   | A     |
| 4.     | União Barbarense | 22   | 10 | 4  | 8  | 29:26 | 34   | A     |
| 5.     | Santo André      | 22   | 9  | 7  | 6  | 33:28 | 34   | A     |
| 6.     | Paulista         | 22   | 9  | 7  | 6  | 28:26 | 34   | A     |
| 7.     | Botafogo         | 22   | 8  | 10 | 4  | 41:34 | 34   | B     |
| 8.     | Francana         | 22   | 9  | 6  | 7  | 35:35 | 33   | B     |
| 9.     | Bragantino       | 22   | 9  | 4  | 9  | 35:29 | 31   | A     |
| 10.    | Novorizontino    | 22   | 8  | 5  | 9  | 36:41 | 29   | B     |
| 11.    | Mirassol         | 22   | 8  | 4  | 10 | 31:34 | 28   | B     |
| 12.    | Paraguaçense     | 22   | 7  | 7  | 8  | 40:36 | 28   | B     |
| 13.    | Corinthians      | 22   | 7  | 6  | 9  | 28:36 | 27   | B     |
| 14.    | Comercial        | 22   | 7  | 4  | 11 | 25:34 | 25   | B     |
| 15.    | Sãocarlense      | 22   | 5  | 5  | 12 | 24:34 | 20   | A     |
| 16.    | XV de Piracicaba | 22   | 4  | 3  | 15 | 27:39 | 15   | A     |

|  | Geplaatst voor tweede fase promotiegroep   |
|  | Geplaatst voor tweede fase degradatiegroep |

## Tweede fase

### Promotiegroep
| Plaats | Clu              | Wed. | W | G | V | Saldo | Ptn. |
| ------ | ---------------- | ---- | - | - | - | ----- | ---- |
| 1.     | União Barbarense | 6    | 3 | 2 | 1 | 9:3   | 11   |
| 2.     | América          | 6    | 2 | 3 | 1 | 7:5   | 9    |
| 3.     | Ponte Preta      | 6    | 3 | 0 | 3 | 7:10  | 9    |
| 4.     | Noroeste         | 6    | 1 | 1 | 4 | 4:9   | 4    |

|  | Kampioen |

### Degradatiegroep
| Plaats | Clu              | Wed. | W | G | V | Saldo | Ptn. |
| ------ | ---------------- | ---- | - | - | - | ----- | ---- |
| 13.    | Comercial        | 6    | 3 | 2 | 1 | 12:9  | 11   |
| 14.    | Corinthians      | 6    | 2 | 3 | 1 | 12:10 | 9    |
| 15.    | Sãocarlense      | 6    | 2 | 2 | 2 | 5:6   | 8    |
| 16.    | XV de Piracicaba | 6    | 0 | 3 | 3 | 4:9   | 3    |

|  | Degradatie naar Série A3 |

## Kampioen
| Campeonato Paulista de 1998 - Série A2 |
| São Paulo                              |
| -------------------------------------- |
| UNIÃO BARBARENSE Kampioen (1° titel)   |